# Ácron

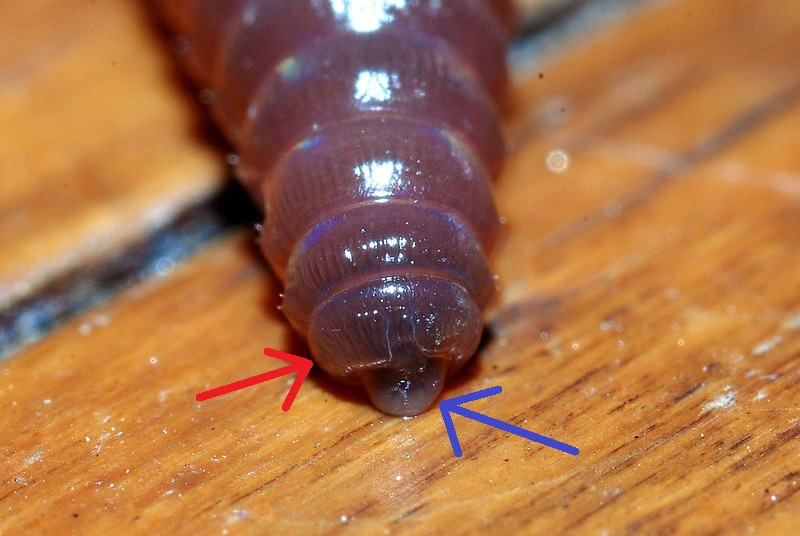
Imagem da região anterior de um anelídeo. O prostômio está apontado em azul, e o peristômio está apontado em vermelho.

O prostômio é a região mais anterior do corpo de um anelídeo, sendo identificada como o primeiro “anel” no corpo desses seres. Essa região, normalmente, comporta o gânglio cerebral desses animais, mas em Clitellata esse gânglio pode aparecer em outros segmentos. Nos indivíduos com desenvolvimento indireto, o prostômio surge a partir da metamorfose da larva trocófora, sendo derivado da porção chamada episfera.
Os anelídeos possuem uma boca ventral, e essa, geralmente, pode ser encontrada entre o prostômio e o peristômio, ou apenas no peristômio. Dorsalmente, também entre prostômio e peristômio, podem ser encontrados um par de órgãos nucais com função sensorial, os quais podem apresentar-se em longas projeções, ou como um robusto lobo carnoso.
O prostômio pode ou não apresentar apêndices. Quando presentes, esses apêndices podem ser antenas e palpos. As antenas apresentam função sensorial, enquanto os palpos podem variar entre função sensorial e de alimentação. A presença desses apêndices, seja de ambos os tipos, ou de apenas um, é de grande importância para a classificação dos anelídeos. A posição e morfologia dessas estruturas, quando presentes, também são de grande valor para análises filogenéticas desses indivíduos.
Por não ser uma estrutura derivada da zona de crescimento, o prostômio não é considerado um metâmero (ou segmento) verdadeiro. Pela definição, apenas aneis com câmara celômica derivados da zona de crescimento podem ser classificados como metâmeros verdadeiros. Esse é o mesmo caso para o peristômio e o pigídio, que se originam de porções diferentes da hiposfera, a região basal da larva trocófora.
Note que prostômio e ácron são estruturas diferentes. O ácron é um pré-segmento na região mais anterior do corpo do organismo, que antecede o primeiro segmento verdadeiro. Enquanto que o prostômio é uma estrutura descrita apenas em anelídeos, apesar de também ser sucintamente citada em moluscos, o ácron está presente nos onicóforos e nos artrópodes, dois filos dos Panarthropoda. Dentre os artrópodes, estão inclusos os crustáceos, os hexápodes (como os insetos) e os quelicerados (como as aranhas), e não consta nos miriápodes (como a centopeia), embora estes últimos apresentem ácron.